# Potatisstöt

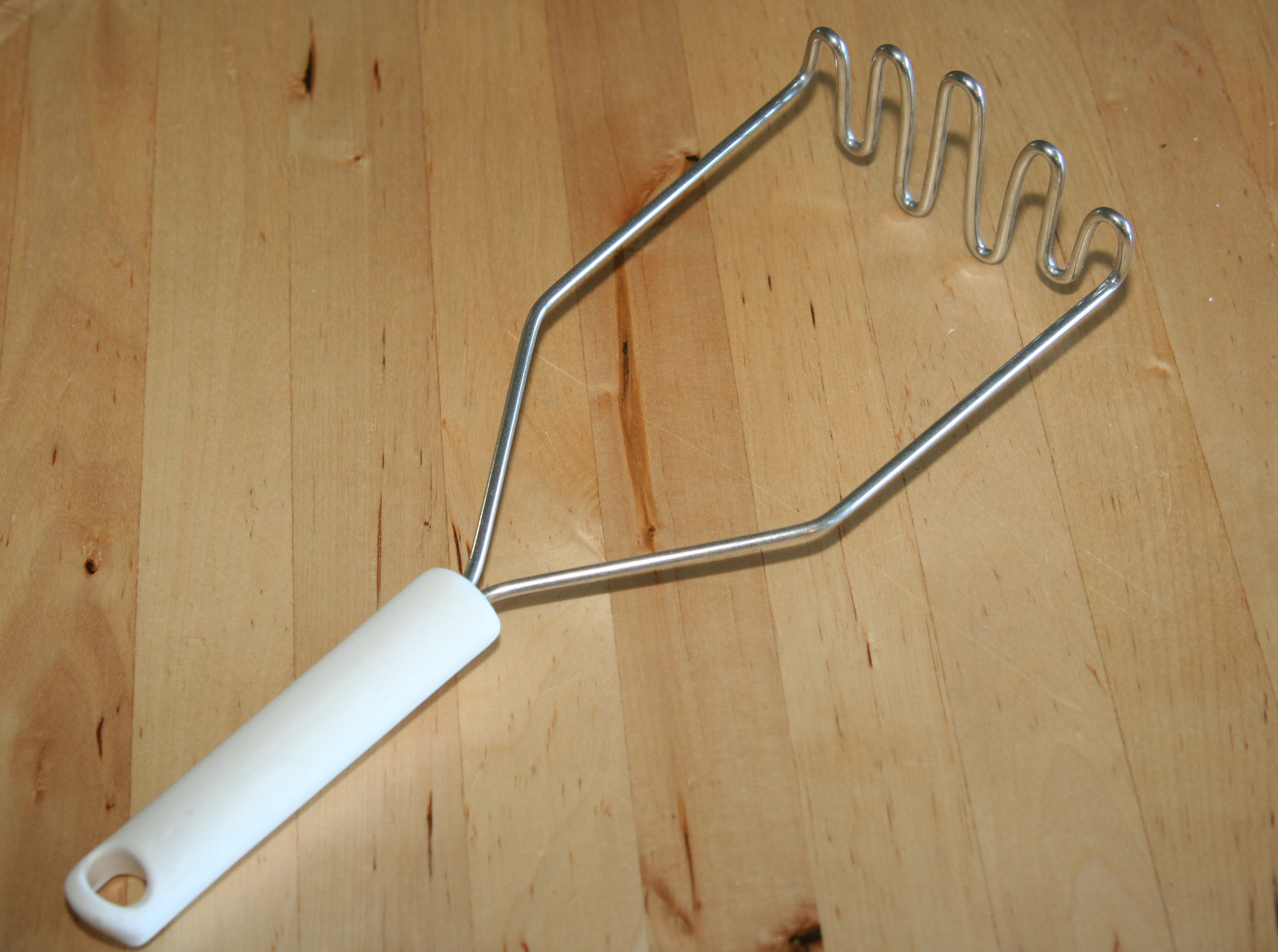
Potatisstöt

Potatisstöt är ett köksredskap som används för att mosa kokt potatis (och andra rotfrukter) för att göra mos. Den används vid tillagning av bland annat potatismos och rotmos. Ett alternativ om man ska göra potatismos är att använda en potatispress. Konsistensen blir dock en annan.